# سفين-غونار لارسون
سفين-غونار لارسون (بالسويدية: Sven-Gunnar Larsson)‏ هو لاعب كرة قدم سويدي في مركز حراسة المرمى، ولد في 10 مايو 1940 في السويد. شارك مع منتخب السويد لكرة القدم. أما مع النوادي، فقد لعب مع ستوك سيتي ونادي أوربرو.

## وصلات خارجية
- سفين-غونار لارسون على موقع الاتحاد الدولي (مؤرشف)  (الإنجليزية)
- سفين-غونار لارسون على موقع قاعدة بيانات كرة القدم.إي يو (الإنجليزية)
- سفين-غونار لارسون على موقع ناشيونال فوتبول تيمز (الإنجليزية)
- سفين-غونار لارسون على موقع عالم كرة القدم.نت (الإنجليزية)